# 古学
古学（こがく）は、朱子学を否定する江戸時代の儒教の一派。山鹿素行の「聖学」（これを特に古学（こかく）と言う）、伊藤仁斎の「古義学」、荻生徂徠の「古文辞学」の総称。
徂徠の学派を「蘐園（けんえん）学派」と呼び、古文辞学的に研究し、その古典を道徳の観念より制度理論の書＝一種の政治学の原典と見るやり方であり、近代的思考に近いものがあるとされる。この学派は水戸学派や在野の「崎門（きもん）派」（山崎闇斎の学派）と異なり、『孟子』の放伐論を肯定したところに特徴があるが、これは幕府の正当性のために利用され、近世期の朝廷に政権がないのは、民を安んじたために幕府に委譲せざるを得なかったと解釈された（前同 p.51）。これに対し、山県大弐は逆に幕府打倒の正当性に放伐論を利用した。
一方、仁斎の古義学は、政治や社会秩序について議論することはほとんどなく、それを天命として、そのまま受け入れる（後述書 pp.173 - 174）。その関心は、秩序の元における人倫世界を愛と誠実と思いやりに満ちたものとするための、人々の日常生活における自覚的実践に向けられ、非統治者の立場から儒学を内面化した（後述書 p.174）。徂徠は、「道」を「古代中国の先王達が制作した礼楽刑政のこと」とし、天地自然や人間（の内面）から道を分離したが、徂徠の道の解釈が、政治や制度に限定されたのに対し、仁斎の道は、人倫世界（俗）に限定された。
後世の解釈によらず、『論語』などの経典を直接実証的に研究する。その実証的な研究態度は国学などに影響を及ぼした（前同 p.176）。江戸中後期に流行し、越後長岡藩では藩校が建設された当初、古義学と古文辞学の両方が藩学となっていた。
他方、寛政異学の禁では「風俗を乱す」という理由で江戸幕府及びこれに倣う諸藩で公式の場での講義を禁止された。